# Kravtzevia halimodendri
Kravtzevia halimodendri är en svampart som beskrevs av Schwarzman 1961. Kravtzevia halimodendri ingår i släktet Kravtzevia, divisionen sporsäcksvampar och riket svampar.   Inga underarter finns listade i Catalogue of Life.